# Reguła Hückla
Reguła Hückla (reguła 4n+2) − prosta metoda pozwalająca na sprawdzenie, czy płaski pierścień związku chemicznego jest aromatyczny. Reguła ta wynika z analiz kwantowo-mechanicznych zjawiska aromatyczności wykonanych przez Ericha Hückla w 1931 r.
Reguła ta głosi:
Związek jest prawdopodobnie aromatyczny, gdy w układzie wiązań wielokrotnych tworzących układ cykliczny tego związku występuje 4n+2 elektronów zlokalizowanych na wiązaniach π, gdzie n = dowolna liczba naturalna.
Reguła ta w praktyce jest sprawdzona dla n = od 0 do 6, przy czym zawodzi ona dla związków, w których występują więcej niż 3 sprzężone pierścienie. Np. piren i koronen są związkami aromatycznymi, mimo że nie spełniają reguły Hückla. Podobnie jest też z fulerenami.
Dokładniejszym sposobem ustalania aromatyczności związków organicznych jest metoda Pariser-Parr-Pople, która jednak nie daje się sprowadzić do prostej formuły obliczeniowej.

## Przykłady związków aromatycznych spełniających regułę Hückla

Naftalen

- związki oparte na aromatycznym węglowodorowym pierścieniu, np. benzen lub naftalen

- związki zawierające heteroatomy

Tiofen spełnia wszystkie warunki związku aromatycznego – atom siarki (podobnie jak w przypadku innych heterocyklicznych: np. furanu i pirolu) dostarcza do pierścienia dodatkową parę elektronową, spełniając warunek aromatyzacji pierścienia.
- związki jonowe
  - karboaniony

Karboaniony to rodzaj jonów, które powstają przez oderwanie atomu wodoru od atomu węgla z pozostawieniem wolnej pary elektronowej na atomie węgla. W niektórych układach cyklicznych para ta jest włączana do układu wiązań π na skutek czego jon uzyskuje cechy aromatyczności. Przykładem takiego anionu jest cyklopentadienyl.
- - karbokationy

Przykładem karbokationu spełniającego regułę Hückla jest kation cykloheptatrienylowy.